# 四年セイム

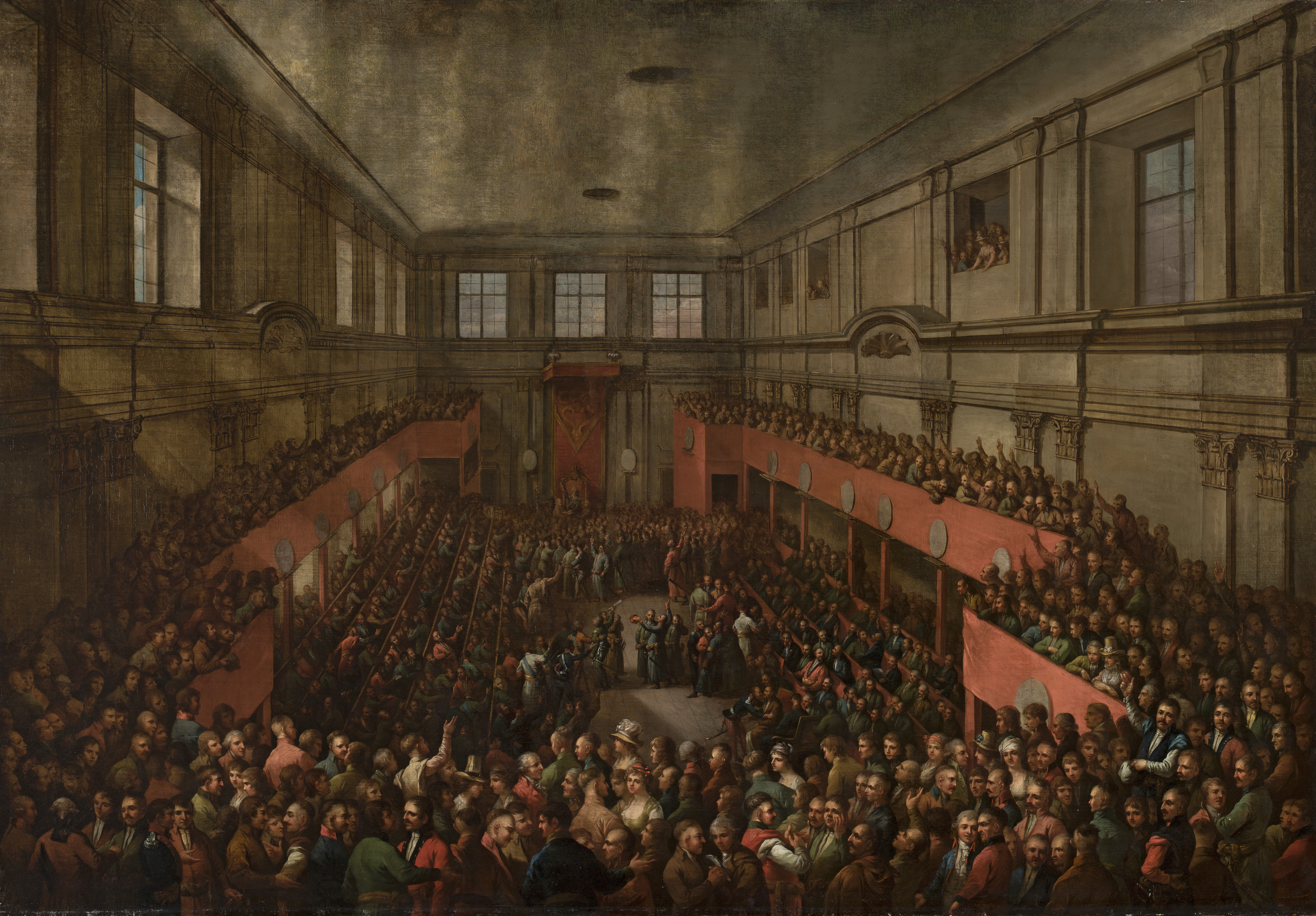
ワルシャワ王城で5月3日憲法を採択する四年セイム

四年セイム (ポーランド語: Sejm Czteroletni リトアニア語: Ketverių metų seimas) または大セイム (ポーランド語: Sejm Wielki リトアニア語: Didysis seimas) は、1788年から1792年にかけてワルシャワで開催された、ポーランド・リトアニア共和国のセイム（全国議会）。開催の目的は、事実上ロシア帝国の支配下にあった共和国の主権を取り戻すとともに、政治や経済の大幅な改革を断行することであった。
四年セイム最大の成果は、1791年に制定された5月3日憲法である。これはヨーロッパ最初の、全世界でもアメリカ合衆国憲法に次いで2番目の近代成文憲法である。四年セイムで議論され、5月3日憲法に結実した内容の要点は、まず社会的には、それまで黄金の自由と称して巨大な特権を有し国家機構を崩壊させてきたマグナート（大貴族）の権力を削り、都市民とシュラフタ（貴族）の政治的平等を定めること、そして厳しい搾取を受けてきた農民を政府の保護下に置いて農奴制を解体することであった。政治的な面では自由拒否権を否定したことが大きい。セイムで一人でも反対者が出れば法案が通らなくなるというこの制度は、国家の改革を阻害するのみならず、諸外国が議員を買収することで容易に内政干渉できるという問題があった。四年セイムと5月3日憲法は、反動マグナートによる事実上の無政府状態を打開し、より民主的で平等な立憲君主国を打ち立てようという試みであった。
しかしその後、改革に反対するマグナートはタルゴヴィツァ連盟を結成してロシアと結び、1792年に国王スタニスワフ2世アウグストと改革派を破った（ポーランド・ロシア戦争）。翌1793年に開かれたグロドノ・セイムは完全にロシアの支配下に置かれ、5月3日憲法破棄と第二次ポーランド分割が決定された。

## 背景

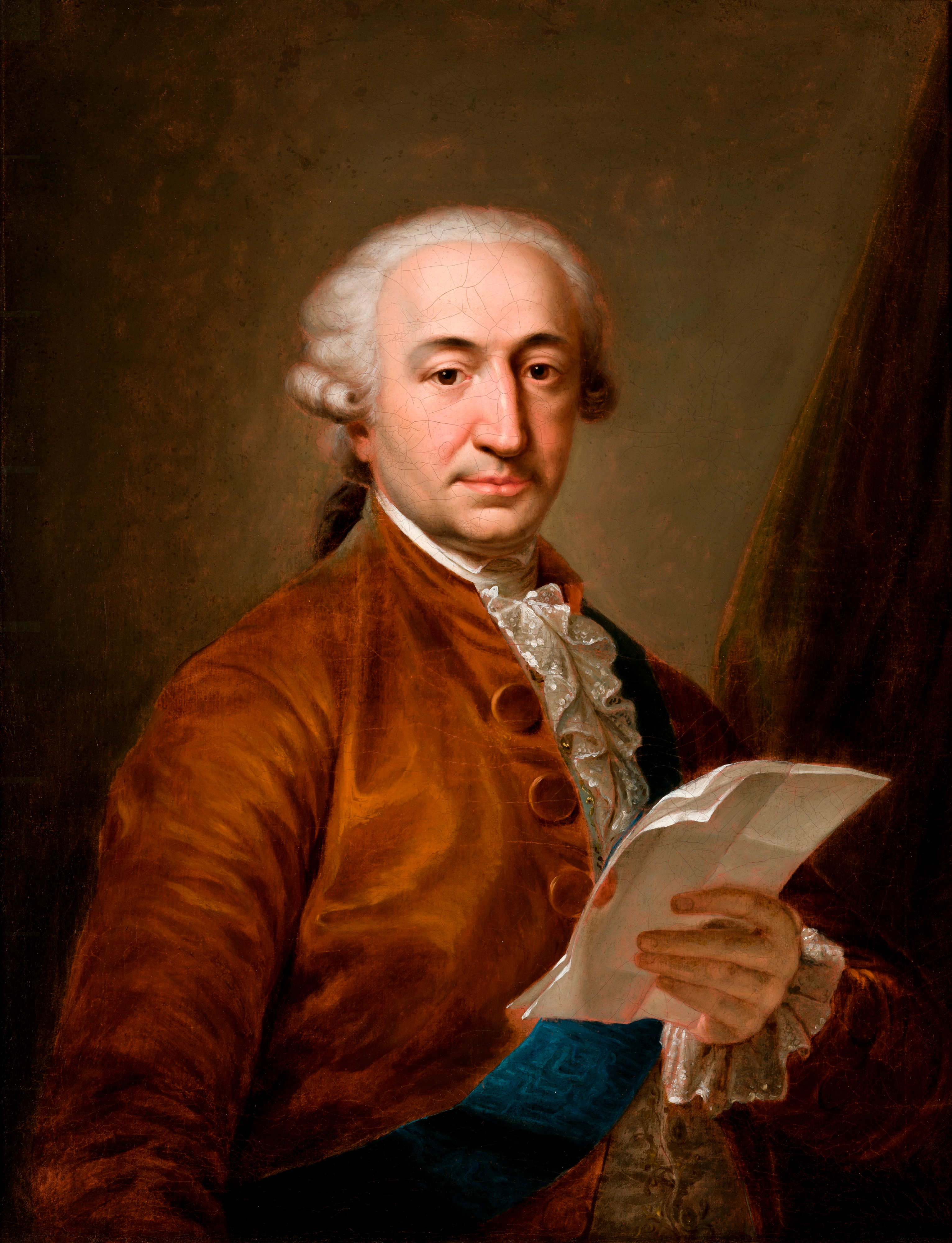
四年セイム議長スタニスワフ・マワホフスキ

ポーランド・リトアニア共和国の立場が悪化するにつれて、国内では改革の機運が日増しに高まっていた。わずか1世紀前は、この国はヨーロッパ大陸列強の一角にして最大級の国家であった。しかし18世紀までに、共和国の政治機構は停止してしまった。政府が事実上崩壊したこの状況は「ポーランド無政府状態」と呼ばれ、国王政府の存在は有名無実化し、各地方はセイミク（地方議会）とマグナートが各々独自に管理する状態になった。このような状況に陥った理由として多くの歴史家が挙げるのが、共和国特有の議会制度リベルム・ヴェト（自由拒否権）である。この権利のせいで、1652年以降はセイムに提出された法案がほとんど通過しなくなってしまった。18世紀初頭の時点で、ポーランドとリトアニアは地方マグナートが勝手に自治を行う国家になっていた。彼らは自身の特権を弱めうるあらゆる法律の制定を妨害し、「黄金の自由」を謳歌した。国王自由選挙で選出される国王は無力であり、周辺諸国もこの機に乗じて共和国を弱体化させることばかりを望んでいた。
最後のポーランド王となるスタニスワフ2世アウグストの時代(1764年–95年)、ポーランドに啓蒙思想が流入し、開花した。1772年にロシア、プロイセン、ハプスブルク帝国による第一次ポーランド分割が起きると、衝撃を受けたポーランド内の進歩派は、共和国の改革を断行しなければ滅亡あるのみと考えるようになった。ここ30年ほどのセイムを通じて、進歩派の間で憲法改革の機運が高まった。第一次分割が起きる前においても、バール連盟のミハウ・ヴィエルホルスキがフランスのフィロゾーフであるガブリエル・ボノ・ド・マブリーやジャン＝ジャック・ルソーらに手紙を送り、ポーランドの新憲法制定に関する助言を求めている。マブリーは1770年から1771年にかけてポーランドの政府と法に関する見解をDu gouvernement et des lois de la Pologneにまとめ、ルソーも1772年に『ポーランド統治論』（Considérations sur le gouvernement de Pologne）を書いたが、この時すでにポーランドの分割は始まっていた。ポーランド・リトアニア国内では、貴族学院の創設者スタニスワフ・コナルスキ、『ポーランドは未だ滅びず』（現ポーランド国歌）作曲者のユゼフ・ヴィビツキ、ポーランド啓蒙主義を牽引したフーゴ・コウォンタイ、スタニスワフ・スタシツをはじめとして、多くの人物たちが改革の必要性と案を論じている。

## セイムの進行

### 1789–90年

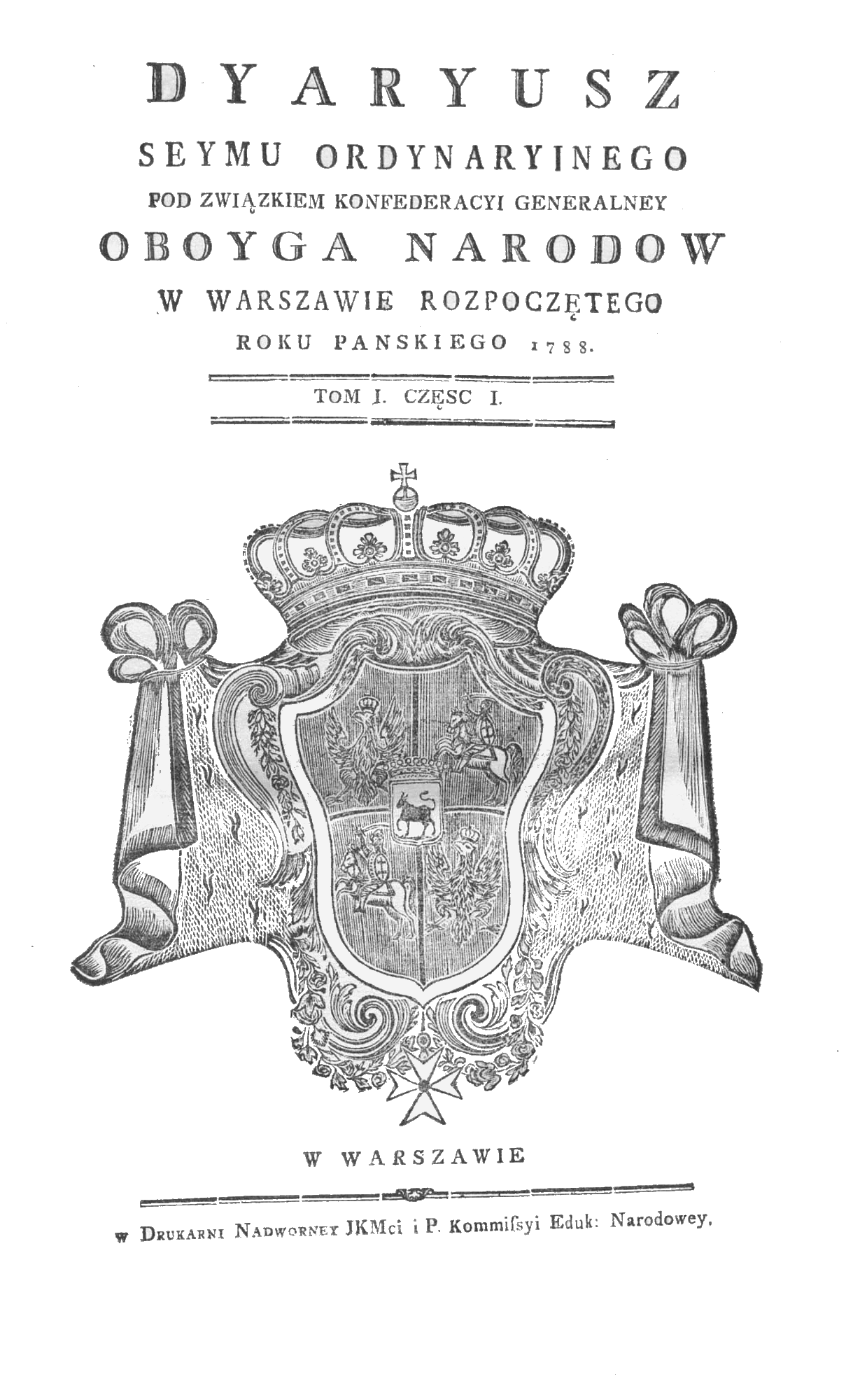
四年セイムの議会日誌

改革の機運が高まる中、1788年10月6日に181人の議員が集まり、四年セイムが始まった。なお1790年には新たに171人が選出され、5月3日憲法前文にうたわれたとおりに議員数がほぼ「2倍に」なった。セイムは2日目にして、国家ではなく連盟の主催という形をとる連盟セイムへ移行した。これは、自由拒否権の発動によってセイムが死に体となる恐れを未然に取り除くためだった。セイムの議長（マルシャル）には、ほとんどの派閥から支持されていたスタニスワフ・マワホフスキが選出された。

ポーランド改革派から脅威とみなされていたロシア女帝エカチェリーナ2世も、この四年セイムを承認していた。当時ロシアはオスマン帝国との間で第二次露土戦争を戦っており、エカチェリーナ2世としてはポーランドの改革をある程度成功させて、対オスマン戦争における支援を得たいと考えていたのである。
ポーランド内の改革派は、愛国派を結成した。彼らは一部のマグナートやエスコラピオス修道会から急進的な啓蒙主義的カトリックに至るまで、ポーランド・リトアニアのあらゆる階層から支持を集めた。イグナツィ・ポトツキやスタニスワフ・コストカ・ポトツキ、アダム・カジミェシュ・チャルトリスキといった愛国派右派はプロイセンとの同盟を主張し、スタニスワフ2世と対立した 。一方で中道派のスタニスワフ・マワホフスキは、国王との協調を志向していた。ポーランド・ジャコバン派とも呼ばれる最左翼のフーゴ・コウォンタイらは、ワルシャワ市民の支持を求めた。スタニスワフ2世は、最初のうちはいくつかの改革については賛意を示したものの、イグナツィ・ポトツキら反国王的な共和主義者への抵抗感が強く、愛国派とは手を組もうとしなかった。
情勢はすべて、愛国派の思い通りに運んでいるかに見えた。当時、強大な隣国であるロシアとオーストリアはそれぞれオスマン帝国と戦争中で（第二次露土戦争、墺土戦争 (1787年-1791年)）、さらにロシアはスウェーデンとの戦争も抱えていた（第一次ロシア・スウェーデン戦争）ため、ポーランド情勢に介入する余裕が無かった。当初、スタニスワフ2世や一部の改革派は、墺露同盟にポーランドも参加して対オスマン戦に参戦することで、ポーランドの立場を強めるとともに、ロシアを改革の後ろ盾にしようと考えていた。しかしロシア政府内の紛争のため、この計画は頓挫した。続いてポーランドは、ロシアの敵である英普蘭三国同盟、その中でも特にプロイセンと手を組むことを考えた。これは特に愛国派内の右派、イグナツィ・ポトツキやアダム・カジミェシュ・チャルトリスキらが強く推進していた案だった。1790年、ポーランド・プロイセン同盟が成立し、ポーランドはロシアに対抗するための強い後ろ盾を獲得したかに見えた。スタニスワフ2世は、それまで距離を取っていた愛国派に接近し、さらなる改革進展を目指した。1790年の議員追加選挙では保守色のある王党派がポトツキら革新勢力を上回る議席を獲得し、愛国派に妥協を強いた。スキピオネ・ピャットリの仲介により、ポトツキとスタニスワフ2世はより立憲王政的な改革を行うことで合意し、憲法の草案作成に取り掛かった。
結局、四年セイム前半の2年間では大きな改革は実施されなかった。後半の2年間でようやく、劇的な大変革が起こることになる。

### 1791–92年

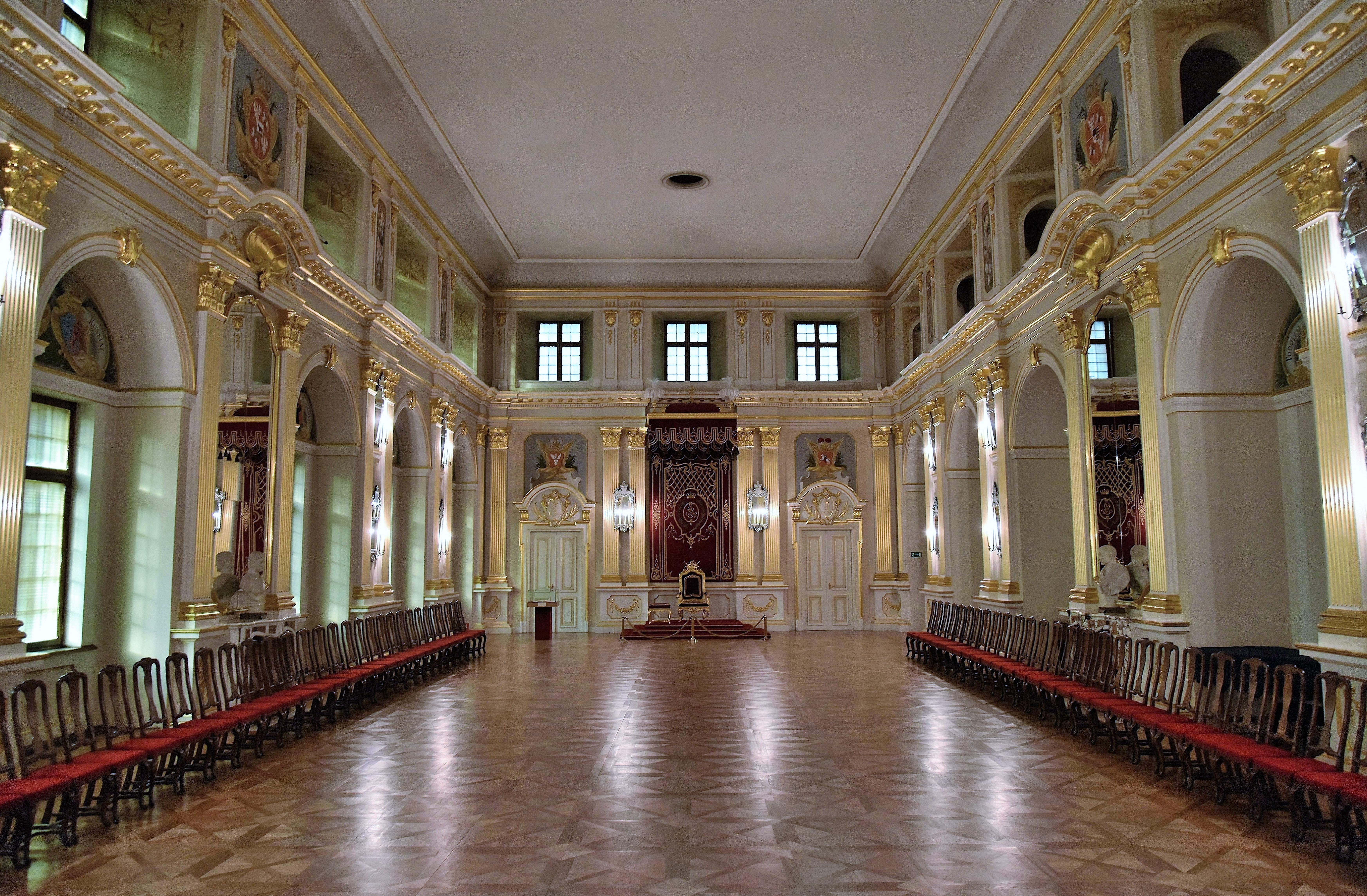
ワルシャワ王宮の上院（元老院）議場。ここで5月3日憲法が採択された。

1790年秋、追加選挙で選出された議員が四年セイムに合流した。新たなセイム議長には、カジミェシュ・ネストル・サピェハが選出された。マワホフスキが革新よりだと思われていたのに対しサピェハは保守よりだと見なされていた。ただセイムの後期には、彼は改革派へと転じていくことになる。議員数が2倍になったので、席に座れない議員も出てきた。さらに審議を傍聴しようと多数の群衆が押し掛け、議場はたびたび満杯になった。
セイムの議員たちは貴族や聖職者の代表であったが、改革派の議員はブルジョワジーの支援も受けていた。彼ら都市民は1789年秋にワルシャワで黒衣の行列（Czarna procesja）とよばれるデモ行進を行い、政治的権利を公に求めていた。同時期に進行しているフランス革命とポーランドの現状を重ね合わせたセイム議員たちは、この平和的な抗議活動が暴力的な革命に転じることを恐れ、1791年4月18日に都市の地位を定めブルジョワジーに権利を与える自由王国都市法を制定した。これに先立つ3月24日には投票権を認めたセイミク法が制定されており、これらは最終的に5月3日憲法の要素に結実していくことになる。
新憲法はスタニスワフ2世やイグナツィ・ポトツキやフーゴ・コウォンタイらのもとで草案が練られた。おおまかな方向性はスタニスワフ2世が定め、最後の詰めはコウォンタイが担当した。スタニスワフ2世の狙いは、イングランドのように強力な王室の権威に基づく強力な中央政府を中心とした立憲君主制の実現であった。一方ポトツキは議会（セイム）を国家体制の最高権力機関としようと試みており、また「穏健な革命」を志していたコウォンタイは、未だ貴族の従属下に置かれている人々を暴力なしに解放する方策を模索していた。
セイム内の保守派はヘトマン派などを形成し、改革派に対抗した。武力的な圧力をかけられた改革派たちは、当初5月5日に予定されていた憲法採択日を2日前倒しした。5月3日の時点では、地方で復活祭を祝う保守派議員たちがまだセイムに帰ってこないからであった。この疑似クーデターを成功させるため、採択日が5月3日となったことは保守派の議員たちには知らされず、一方の改革派議員たちはひそかに早めにセイム議場のワルシャワ王宮に集まった。ロシア支持者が侵入して議事進行を乱すことがないよう、ワルシャワ王宮の周りは近衛兵で固められた。5月3日、本来の議員数の半数程度、王や上院議員を含めれば三分の一（全484名）に過ぎない182人が出席し、新憲法を採択した。5月3日憲法は圧倒的賛成多数で採択され、 王宮外に集まった熱狂的な群衆に迎えられた。
5月3日憲法成立後も、四年セイムは憲法を支えるための立法を続けた。特に重要なのが、5月5日に成立して2日前の政府法を確認したDeklaracja Stanów Zgromadzonych (Declaration of the Assembled Estates) と、10月22日に成立した、ポーランド・リトアニア共和国内でのポーランド王冠領とリトアニア大公国の合同および独自性、そして単一政府内での両者の平等を保障したZaręczenie Wzajemne Obojga Narodów (二国相互保証法)である。この方は共和国の連邦国家的性格を保ちつつ、ポーランドとリトアニアの結合をより深めるものであった。
1792年5月、ロシアがリトアニアへの侵攻を開始した（ポーランド・ロシア戦争）。これを受けて5月29日、四年セイムはスタニスワフ2世に最高司令官の権限を与えたうえで、投票により閉会を決定した。

## その後
四年セイム閉会後、改革派はこれまでに実現した改革を守り、さらに進展させていくため、ポーランド最初の政党とも呼ばれる憲法の友の会を結成した。都市部では新憲法は熱狂的に迎えられたが、ヘトマン派が力を持つ地方ではあまり反響が無かった。反改革派はサンクトペテルブルクへ赴いてタルゴヴィツァ連盟を結成し、ロシアのエカチェリーナ2世を頼ってともにポーランドへ侵攻した。圧倒的な戦力差の前にポーランドはロシアに降伏し、1793年11月23日、グロドノ・セイムは5月3日憲法を含む四年セイムの全成果を破棄した。